# Condado de Pike (Kentucky)
El condado de Pike (en inglés: Pike County), fundado en 1852, es uno de 120 condados del estado estadounidense de Kentucky. En el año 2000, el condado tenía una población de 68,736 habitantes y una densidad poblacional de 34 personas por km². La sede del condado es Pikeville.

## Geografía
Según la Oficina del Censo, el condado tiene un área total de 2044 km² (789,2 mi²), de la cual 2041 km² (788 mi²) es tierra y 3 km² (1,2 mi²) (0.15%) es agua.

### Condados adyacentes
- Condado de Martin (norte)
- Condado de Mingo (Virginia Occidental) (este)
- Condado de Buchanan (Virginia) (sureste)
- Condado de Dickenson (Virginia) (sur)
- Condado de Wise (Virginia) (sur)
- Condado de Letcher (suroeste)
- Condado de Knott (suroeste)
- Condado de Floyd (oeste)

## Demografía
Según la Oficina del Censo en 2000, los ingresos medios por hogar en el condado eran de $23,930, y los ingresos medios por familia eran $29,302. Los hombres tenían unos ingresos medios de $32,332 frente a los $19,229 para las mujeres. La renta per cápita para el condado era de $14,005. Alrededor del 23.40% de la población estaban por debajo del umbral de pobreza.

## Localidades
| |                                                                                              |                                                                                          |
| - Ashcamp - Belcher - Belfry - Big Creek - Canada - Cedarville - Coal Run Village - Dorton - Elkhorn City - Fords Branch | - Freeburn - Hellier - Jonancy - Kimper - Lick Creek - McCarr - Mouthcard - Phelps - Phyllis | - Pikeville - Shelbiana - Sidney - South Williamson - Stone - Stopover - Varney - Virgie |